# Diapetimorpha aspila
Diapetimorpha aspila är en stekelart som beskrevs av Porter 1977. Diapetimorpha aspila ingår i släktet Diapetimorpha och familjen brokparasitsteklar. Inga underarter finns listade i Catalogue of Life.